# Rigósfürdő
Rigósfürdő, 1899-ig Bogdarigós (románul: Bogda, korábban Bogdan; németül: Neuhof) falu Romániában, a Bánságban, Temes megyében. Rigósfürdő község központja, lakosainak száma 2011-ben 74 fő.
Első alapítása a 15. század elejére tehető, de a török uralom alatt elnéptelenedett. A 18. század második felében sváb telepesekkel alapították újra. A 19. századtól ismert fürdőhely és Mária-kegyhely volt. A 20. század második felében német lakosai kivándoroltak, a gyógyfürdőt ifjúsági táborrá alakították át, majd elhagyták.

## Fekvése
Temes és Arad megye határán, Lippától 15 kilométerre délnyugatra, Temesvártól 35 kilométerre északkeletre fekvő falu. Dombok és erdők veszik körül. A DJ 691A megyei út halad át rajta.

## Története
A 15. század elején egy Gyerk vagy Györk nevű falut említenek a környéken, melynek Gyerky János és Csegze László voltak a birtokosai.
1436-ban említik legelőször az Arad vármegyéhez tartozó Also Baagd (Alsóbagd) és Felse Baagd (Felsőbagd) falvakat, melyeket – néhány más településsel együtt – a basarági Bagdy család birtokolt. 1476-ban ezek egyesültek Bagd néven. A 15. század végén vagy kevéssel utóbb szerbek telepedtek meg a faluban, Bogda / Bogdán névvel illetve azt. Ezen elnevezésből származik a település román (Bogda, korábban Bogdan – nem összetévesztendő Bobda faluval) és régebbi magyar (Bogdarigós) neve.
1552-ben, Bagdy Mihály és lánya elhalálozása után I. Ferdinánd a gyulai Gál családnak adományozta a Bagdyak birtokait. A török hódoltság alatt a falu elnéptelenedett, az 1720-as években készült Mercy-féle térképen Bogdan néven, elhagyatott helyként jelenik meg. A 18. század közepén románok költöztek a környékre.
1771-ben Carl Samuel Neumann lippai sótári tiszt 42 házat építtetett az egykori Bagd helyén, ahova tiroli német telepesek érkeztek; az újraalapított falut Neuhof névre keresztelték. 1782-ben a Pottyondy család megvásárolta a falut a kincstártól, és száz éven keresztül ők birtokolták. Sarlós Boldogasszonynak szentelt katolikus temploma 1845-ből származik. A környék gyógyvizét hasznosító fürdője a 19. század végén épült ki, 1899-ben pedig Anton Neuhoff kegyúr kérésére a falu magyar (hivatalos) nevét Bogdarigósról Rigósfürdőre változtatták. Iskolája 1915-ben épül fel.
A trianoni békeszerződésig Temes vármegye Lippai járásához tartozott. Az 1919-es román hatalomátvétel után, bár a fürdőélet folytatódott, a település népessége fogyásnak indult. Míg 1910-ben 474, többségében német lakosa volt, 1941-ben már csak 388 (többségében román), 1966-ban pedig 187. A kommunista hatalomátvétel negatívan befolyásolta a falu életét: gyógyfürdőjét 1949-ben államosították majd ifjúsági táborrá alakították át, 1989-ben pedig magát Rigósfürdő községet is megszüntették, az egykori német falvak felszámolását, helyükön farmok létrehozását tervezve (a kommunizmus bukása után, 1990-ben újraalapították a községet).
A legutóbbi, 2011-es népszámláláskor 74 lakosa volt (72 román, 2 nem nyilatkozott). Mivel nem maradtak katolikus hívek a faluban, 2013-ban templomát átvette az ortodox egyház. A 21. század elején a megüresedett házakat gazdag temesváriak vásárolták fel hétvégi házak gyanánt.

### A fürdő
A legenda szerint a közelben fekvő Kisrékas német telepesei építkezés közben egy Szűz Mária-ikont találtak a földben. Az ikont egy sziklás domboldalba vájt mélyedésben, Bogdarigós közelében helyezték el, és egy idő után azon a helyen gyógyerejű forrás fakadt. A Mária-kegyhely hamarosan búcsújáró hely lett, a zarándokok adományaiból a falut birtokló Pottyondy család kápolnát építtetett (a későbbi Fürdő-kápolna).
Már az 1820-as években népszerű gyógyfürdőként említik („ein Gesundsheitbad, welches sehr stark besucht wird”). A fürdőtelep látványos kiépítése a 19. század végére tehető, ekkor épült fel többek között a Teréz-villa és a kezelőépületek. A gyógyvíz különösen jó hatással volt a reumás betegségekre; feljegyezték, hogy több száz ember nyerte vissza járóképességét, mankóikat a szanatórium padlásán hagyva. A fürdőt az arisztokrácia krémje látogatta, a szanatóriumban bécsi orvosok kezelték a betegeket.
1949-ben a hatalomra kerülő kommunisták államosították, majd az 1960-as években 280 férőhelyes pionírtáborrá alakították át, melyhez strand, szauna, és sportlétesítmények is tartoztak. Az 1989-es rendszerváltás után egy ideig továbbra is ifjúsági táborként használták, azonban 2003-ban pénzhiány miatt bezárták. Az épületek az enyészetéi lettek, belsejükből minden mozdíthatót elloptak.
A Mária-kegyhely jelenleg is katolikus búcsújáró hely, ám a környék etnikai jellegének megváltozása és a falu elszigeteltsége miatt manapság kevés zarándok látogatja.

## Leírása
Egyutcás, a DJ 691A megyei út mentén fekvő szalagtelkes falu. A fürdő – a későbbi tábor – romjai a faluközponttól 1 kilométerre délnyugatra találhatóak. 
Környéke hagyományosan kedvelt kirándulóvidék.